# Незабудка (Дискавері)

## Про епізод
Незабудка (Forget Me Not) — тридцять третій епізод американського телевізійного серіалу «Зоряний шлях: Дискавері» та четвертий в третьому сезоні. Епізод був написаний Ганелом Калпеппером, а режисували Алан Макелрой та Кріс Сільвестрі та Ентоні Маранвіль. Перший показ відбувся 5 листопада 2020 року. Українською мовою озвучено студією «ДніпроФільм».

## Зміст
Коли ми знайдемо Федерацію…
Подорож «Дискавері» повернула екіпаж до реальності — зореплавці зрозуміли, як мало вони мають. Перестрибнувши через життя близьких, вони стали пригніченими і ніби втраченими.
Адіра не може згадати, як вони стали носієм симбіонта Тала, і не може отримати доступ до спогадів попередніх господарів, таких як адмірал Сенна. Щось блокує її спогади. Бернем веде їх до рідного світу Трилл в надії, що трилли можуть допомогти розблокувати спогади.
«Дискавері» виходить із підпростору біля планети Трилл. Комісар-трилл Восс повідомляє — вони також більше не є частиною Федерації, в часі Спалу популяція майже загинула. Трилли вітають повернення симбіонта додому. Сару повідомляє Стамецу — необхідно підготувати заміну щодо керування споровим рущієм — на випадок його непрацездатності. Доктор Калбер пропонує Майкл супроводжувати Адіру в її мандрівці на планету.
На нараді Калбер повідомляє Сару — у команди пригнічений психологічний стан і гормони стресу аж зашкалюють. Як вихід лікар пропонує поглибити зв'язок між членами команди.
Майкл і Адіру стрічають Хранителі на чолі із Лідеркою Пал. Однак багато триллів відмовляються вірити, що не-трилл може прийняти симбіонта, і між ними розгоряється суперечка. Лідерка наказує їм негайно покинути планету — через загрозу ідеалам триллів. Група триллів намагається вбити їх і взяти симбіонта, але Бернем зупиняє їх — не за протоколами Федерації. Дружній трилл, Хранитель Зі, пропонує допомогти і веде до печер. Комп'ютер пропонує Сару для підняття настрою команди провести вільний вечір і виказати екіпажу вдячність.
Сару надає екіпажу вихідний день — а офіцерів запрошує на неофіційну вечірку. Хранитель Зі вважає — через стресову ситуацію поєднання Адіра придущила свої спогади. У священних печерах Мак'ала Сі і Берхем допомагають Адірі з'єднатися з Талом і розблокувати їхні спогади. Вечеря у Сару відбувається напружено — доки Джорджі не висловлюється хайку — тоді всі намагаються повторити це і поступово напруга спадає. Доки не починається суперечка між лейтенанткою Детмар і Стамецом. На цьому вечеря закінчується — всі покидають каюту Сару.
У Адіри в печерах падає рівень ізобороміну — її необхідно дістати із води. В цей час прибувають решта Хранителів. Адіра б'ється в судомах і поринає на дно — Лідерка дозволяє Майкл врятувати її. Але Адіри у водоймі нема — Хранителі допомагають Майкл зв'язатися із нею з допомогою нейростабілізаторів. Бернем теж зникає у водоймі — і опиняється в якомусь несправжньому світі. Бернем знаходить Адіру й допомагає їй з'єднатися із симбіонтом. Коли адмірал помер, симбіонт Тала був переведений до Грея, хлопця-трилла Адіри. Грей і Адіра походили з корабля поколінь. Адіра подарувала Грею вишиту ковдру. Однак незабаром Грей поирає при аварії, і Адіра запропонувала стати новим носієм, щоб врятувати симбіонта та спогади всіх попередніх господарів. Розблокувавши їхні спогади, Адіра здатна спілкуватися з Греєм. адіру і Майкл обступають постаті попередніх носіїв симбіонта. Тал приймає Адіру як нового носія. Адіра називає Хранителям усі свої імена — і своє сучасне — Адіра Тал. Адіра дякує Лідерці за пропозицію проходити під її керунком навчання і вирішує залишитись на «Дискавері».
Сару сидить за столом сам — його приходить втішити Тіллі. Заходить Стамец — він несподівано дякує Тіллі. Детмер виріншує вибачитися перед Калбером. У відділі шатлів на команду чекає сюрприз — вони дивляться комедію початку 20-го століття з Бастером Кітоном і поїдають попкорн. Детмер вибачається перед Стамецом.
Адіра надає координати нової штаб-квартири Федерації Майкл. І береться грати на струнному інструменті — як Грей. Зрештою Грей сидить біля Адіри.

## Сприйняття та відгуки
Станом на липень 2021 року на сайті «IMDb» серія отримала 6.3 бала підтримки з можливих 10 при 3410 голосах користувачів.
Оглядач Скотт Колура для «IGN» писав так: «„Зоряний шлях: Дискавері“ здійснив м'яке перезавантаження із стрибком в часі на тисячу років у майбутнє, що, можливо, надало серіалу місію, якої бракувало. Прем'єра 3 сезону надає Сонекві Мартін-Грін багато справ і багато розваг, навіть коли вона заблукає в чарівному місті, яке у майбутньому орендує житло, яке насправді відчуває себе старим і втомленим. Але підтекст епізоду та прихід на регулярній основі до серіалу Девіда Айяли — це справді гарна новина для сезону.»
В огляді для «Den of Geek» Кейті Барт відзначала: «„Незабудка“ стосується взаємин: тих, які ми маємо з іншими, і тих, які маємо із собою, і способів, якими ці дві категорії важкозрозуміло переплітаються. Взаємовідносини всіх видів можуть бути висвітлені, вибраковані та змінені внаслідок травм та її наслідків. Для Адіри травма втрати Грея та несподіваного проживання господаря-прибульця зламала одну з найбільш фундаментальних структур їхньої особистості — загальну пам'ять. Для екіпажу „Дискавері“, що різко втрачав свої будинки та родини, не належним чином оплакуючи втрати, це нищило зв'язки родинами космічних мандрівників. І Адіра, й екіпаж „Дискавері“ не могли сподіватися розпочати зцілення, не зупиняючись, щоби звільнити місце для болю, який вони всі відчували».
Оглядач Зак Гендлен для «The A.V. Club» зазначав так: «„незабудка“ залежить від стосунків Адіри з її симбіонтом, трилом — останнім носієм якого був Тал. Адіра знає, що трилл-Тал був частиною адмірала Зоряного Флоту, який розіслав повідомлення, яке перехорив „Дискавері“, але вона не може отримати доступ до цих спогадів, щоб сказати команді, куди потрібно рухатися далі. Що стосується сюжетних мотиваторів, це цілком розумно. Епізод має певну якість відеоігор-плейстейшен, який допоможе вам просунутися далі в головній квест-лінії. Але Адіра — цікавий персонаж, і вона не безпідставно бажає отримати відповіді. Мені до вподоби те, як, здається, усі на „Дискавері“ знають про трилла. Це не те, що з'явилося в оригінальній серії, але всі розмовляють так, ніби це відома їм і майже буденну річ. Звичайно, Сару схвильований, коли знімок тіла Адіри виявляє, що симбіонт закриває її серце. Але загалом герої епізоду реагують на її стан так, як сценаристи очікували, що глядачі відреагують. Ми — шанувальники Треку — це зрозуміло. Ми вже знаємо, що відбувається, так навіщо турбуватися про те, що повертаємося в давні зарості?»
Скотт Сноуден в огляді для «Space.com» відзначив так: "Третій сезон «Зоряного шляху: Відкриття» в основному був на високому рівні — без сумніву, значно краще, ніж у 2-му сезоні (епізод минулого тижня став єдиною трохи невтішною перервою).
Але «Незабудка» — це відскок до класичної форми та ще одна високоякісна частина з приємними, непередбачуваними сюрпризами і всебічною суцільною ілюстрацією того, що таке «Зоряний шлях».

## Знімались
| Актор               | Роль              |
| ------------------- | ----------------- |
| Сонеква Мартін-Грін | Майкл Бернем      |
| Даг Джонс           | Сару              |
| Ентоні Репп         | Пол Стамец        |
| Мері Вайзман        | Сільвія Тіллі     |
| Вілсон Круз         | Гаг Калбер        |
| Рейчел Анчеріл      | Нган              |
| Мішель Єо           | Філіппа Джорджі   |
| Іен Александер      | Грей Тал          |
| Андреас Апергіс     | Хранитель Зі      |
| Блу дель Барріо     | Адіра             |
| Карен Робінсон      | Пав               |
| Ендрю Шейвер        | Вос               |
| Аннабелль Волліс    | Зора (голос)      |
| Кеннет Велш         | адмірал Сенна Тал |
| Емілі Коутс         | Кейта Делмер      |
| Патрік Квок-Чун     | Ріс               |
| Ойїн Оладейо        | Джоан Овосекун    |
| Ронні Роу           | лейтенант Брюс    |